# Johan Sigismund von Mösting
Johan Sigismund von Mösting, o von Møsting (Møn, 2 novembre 1759 – Copenaghen, 16 settembre 1843), è stato un politico ed economista danese.

## Biografia
Uomo molto colto, studiò giurisprudenza all'Università di Copenaghen laureandosi nel 1781. Nel 1813 divenne direttore della Banca nazionale danese. In seguito divenne ministro delle finanze della Danimarca, carica che mantenne fino al 1831 quando fu presidente della Camera delle Finanze e Primo Ministro danese. Nel 1838 divenne direttore della Biblioteca reale
Contribuì alla promozione dell'astronomia e svolse un ruolo importante nella fondazione della rivista scientifica Astronomische Nachrichten. In suo onore il suo nome è stato attribuito al cratere lunare Mösting.